# Sakura Andō
Sakura Andō (ur. 18 lutego 1986 w Tokio) – japońska aktorka. Znana m.in. z takich filmów jak Złodziejaszki (2018), Godzilla Minus One (2023), Monster (2023).

## Życiorys
W 2007 roku zadebiutowała w filmie swojego ojca. W 2008 roku wystąpiła w filmie Miłość obnażona, za co w 2009 roku otrzymała nagrodę na Festiwalu Filmowym w Jokohamie za najlepszą rolę drugoplanową. W 2023 roku wystąpiła w filmie Godzilla Minus One, za co otrzymała Nagrodę Japońskiej Akademii Filmowej dla najlepszej aktorki drugoplanowej. W tym samym roku wystąpiła także w filmie Monster.

## Życie prywatne
Jej ojcem jest japoński aktor oraz reżyser Eiji Okuda, matką japońska eseistka Kazu Andō. Ma starszą siostrę Momoko, w której filmach także występowała.
14 marca 2012 roku wyszła za mąż za Emoto Tasuku.